# Sevgül Uludağ
Sevgül Uludağ (ur. 15 października 1958 w Nikozji) – północnocypryjska dziennikarka śledcza i działaczka polityczna na rzecz pokoju i równości płci.

## Życiorys
Uludağ pracowała w banku, a później jako korektor, zanim w 1980 roku została dziennikarką. Jako dziennikarka śledcza dla gazet Yenidüzen i Politis, odegrała kluczową rolę w odkrywaniu informacji o tysiącach Cypryjczyków zaginionych podczas starć Greków cypryjskich i Turków cypryjskich w latach sześćdziesiątych i siedemdziesiątych XX wieku w wyniku masowych egzekucji, uprowadzeń i ukierunkowanych zabójstw. Pisała także dla strony Hamamböcüleri. Jest autorką wielu książek.

## Nagrody i wyróżnienia
Jest laureatką nagrody Courage in Journalism Award 2008 i pierwszą cypryjską zdobywczynią tej nagrody. Jest współzałożycielką dwóch organizacji pozarządowych, Hands Across the Divide i Women's Research Centre. Została nominowana do Pokojowej Nagrody Nobla w 2019 roku za swoją pracę nad zaginionymi osobami i uchodźcami na Cyprze.

## Publikacje
- 2005 – Eksik İncili İstiridye
- 2008 – Milliyetçiliğin Yetimleri